# Ton Rottier

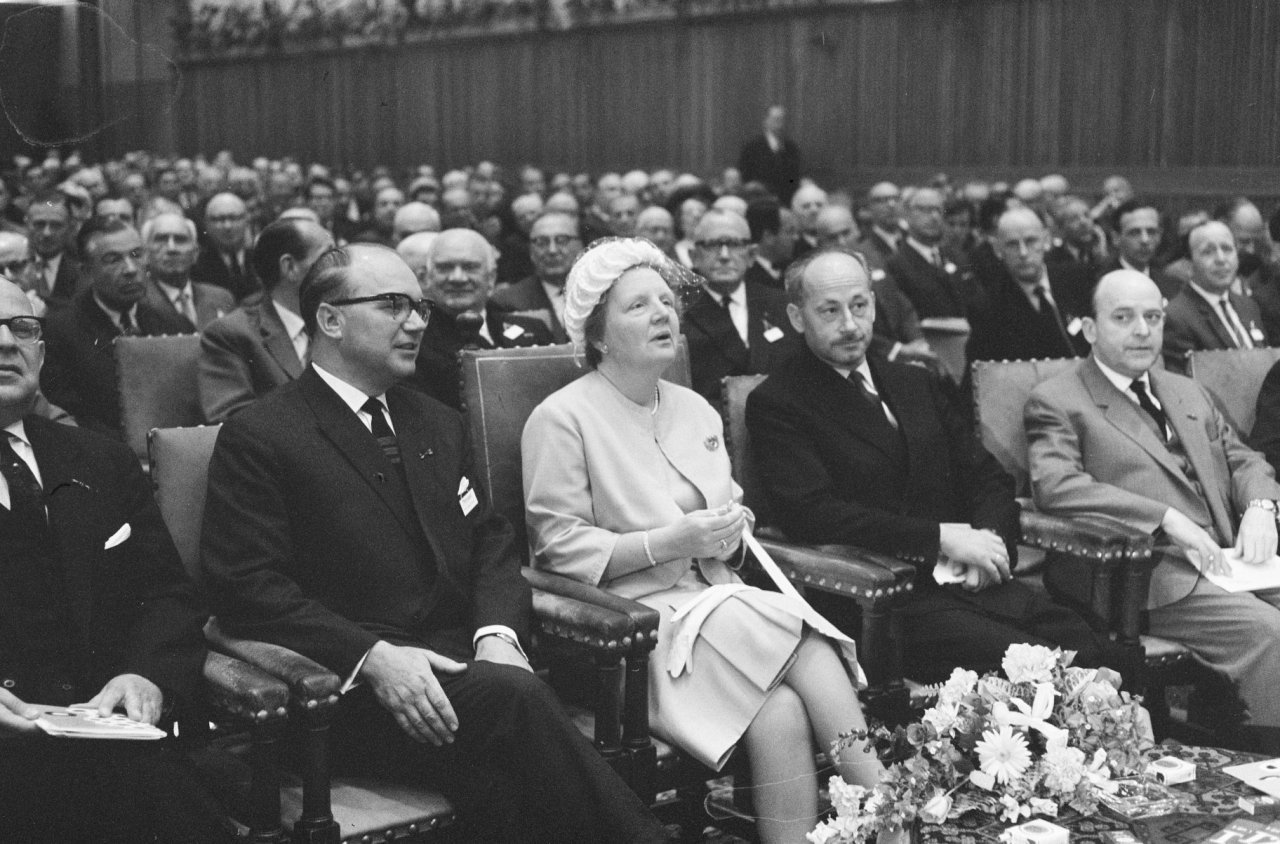
Ton Rottier, tweede van rechts, in 1962. In het midden koningin Juliana.

Antoine Cyrille Julien (Ton) Rottier (Sint Jansteen, 13 maart 1910 – Heerlen, 10 november 1992) was een Nederlands bestuurder en econoom. Hij was tussen 1962 en 1973 president-directeur van de Nederlandse Staatsmijnen, later Koninklijke DSM NV. Rottier was in die hoedanigheid nauw betrokken bij de sluiting van de mijnen. Eerder was hij werkzaam voor financieel-economische zaken bij de Staatsmijnen.
Rottier was sinds 1936 in dienst van de mijnen en vertrok daar op het moment van de sluiting in 1973.
Rottier studeerde aan de Katholieke Hogeschool Tilburg en kreeg aan diezelfde hogeschool in 1967 een eredoctoraat in de economische wetenschappen. Hij kreeg de onderscheidingen van Commandeur in de Orde van Oranje-Nassau, Ridder in de Orde van de Nederlandse Leeuw en werd ereburger van de gemeente Heerlen. Tevens ontving hij de erepenning van de provincie Limburg.
In de avond van 10 november 1992 overleed Rottier na een kort verblijf in het voormalige De Weverziekenhuis op 82-jarige leeftijd te Heerlen. Hij ligt begraven op de begraafplaats aan de Imstenraderweg in diezelfde plaats.
- International Standard Name Identifier: 0000 0003 9569 8669
- Nederlandse Thesaurus van Auteursnamen: 067478689
- Virtual International Authority File: 290481770
- WorldCat: E39PBJqVTbRC7WrpTR6hhgx7HC